# Jan Á Høgaryggi
Jan Á Høgaryggi (15 juni 1997) is een voetballer uit de Faeröer. Hij heeft drie interlands gespeeld.
| Interlands van Jan Á Høgaryggi voor de Faeröer | Interlands van Jan Á Høgaryggi voor de Faeröer | Interlands van Jan Á Høgaryggi voor de Faeröer | Interlands van Jan Á Høgaryggi voor de Faeröer | Interlands van Jan Á Høgaryggi voor de Faeröer | Interlands van Jan Á Høgaryggi voor de Faeröer |
| №                                              | Datum                                          | Wedstrijd                                      | Uitslag                                        | Soort wedstrijd                                | Goals                                          |
| ---------------------------------------------- | ---------------------------------------------- | ---------------------------------------------- | ---------------------------------------------- | ---------------------------------------------- | ---------------------------------------------- |
| 1.                                             | 17 oktober 2013                                | Nederland - Faeröer                            | 4 - 0                                          | Kwalificatie EK -17 2013                       | 0                                              |
| 2.                                             | 19 oktober 2013                                | Georgië - Faeröer                              | 2 - 0                                          | Kwalificatie EK -17 2013                       | 0                                              |
| 3.                                             | 22 oktober 2013                                | Faeröer – San Marino                           | 1 – 0                                          | Kwalificatie EK -17 2013                       | 0                                              |